# Alan Blackshaw

UIAA Logo

Alan Blackshaw OBE (* 7. April 1933 in Liverpool; † 4. August 2011) war ein britischer Bergsteiger, Skifahrer, UIAA-Präsident und Beamter, der von 2001 bis 2004 Präsident des Alpine Club und von 1997 bis 2003 Präsident des britischen Skiclubs (Ski Club of Great Britain) war.

## Jugend und Ausbildung
Blackshaw wurde 1933 in Liverpool geboren und studierte von 1944 bis 1951 an der Merchant Taylors School und von 1951 bis 1954 am Wadham College in Oxford (als Open Scholar) moderne Geschichte.

## Bergsteiger und Skifahrer
In den fünfziger Jahren ging er in den Alpen bergsteigen und bestieg die Nordostwand des Piz Badile, die Nordwand der Aiguille de Triolet und die Südwand der Pointe Gugliermina. Expeditionen außerhalb Europas schließen Kaukasus, Grönland und Garhwal (Himalaya) ein.
1972 durchquerte er die Alpen von Kaprun nach Gap, und zwischen 1973 und 1978 auch Skandinavien mit dem Ski von Lakselv nach Adneram.
1965 veröffentlichte er das Handbuch Mountaineering – From Hill Walking to Alpine Climbing.
- 1973–1976: Präsident des British Mountaineering Council (Schirmherr seit 1978)
- 1985–1997: Vorsitzender des Ausschusses für Plas y Brenin, Nationales Bergzentrum des Sportrates, Nordwales
- 1985–1988: Vorsitzender des Britischen Skiverbands
- 1991–1994: Vorsitzender im Scottish National Ski Council (und Präsident, 1994–2000)
- 1997–2003: Präsident des Ski Club of Great Britain
- 2001–2004: Präsident des Alpine Club
- 2004–2005: Präsident der Union Internationale des Associations d’Alpinisme (UIAA)

## Karriereübersicht
- 1954–1956: 42 Royal Marines Kommando, Cliff Assault Wing (Offiziersausbilder)
- 1956–1974: Royal Marines Reserve (Bergkriegslehrer)
- 1956–1979: Öffentlicher Dienst
- 1965–1967: Erster Sekretär, Diplomatischer Dienst, mit britischer Delegation bei OECD, Paris
- 1967–1970: Erster Privatsekretär des britischen Ministers für Energie (nacheinander Richard Marsh, Ray Gunter und Roy Mason)
- 1971–1972: Leiter der Hauptabteilung Eisen und Stahl
- 1972–1974: Abgeordnet zur Charterhouse Bank in der City of London
- 1974–1978: Unterstaatssekretär und späterer Generaldirektor, Offshore Supplies Office, Mitglied des schottischen Rates für Entwicklung und Industrie, Anforderungsausschuss für Offshore-Energietechnik und Schiffs- und Meerestechnik
- 1978–1979: Unterstaatssekretär, Abteilung Kohle, London
- 1979–2007: Unternehmensberater bei Strategy International Limited und Oakwood Environmental Limited
- 1990–1995: Vorstandsmitglied des Scottish Sports Council
- 1991–1997: Vorstandsmitglied, Scottish Natural Heritage
- 1998–0000: Mitglied des Cairngorms Partnership Board